# Kỳ giông đen Nhật Bản
Hynobius nigrescens (tên tiếng Anh: Japanese Black Salamander) là một loài kỳ giông thuộc họ Hynobiidae.
Đây là loài đặc hữu của Nhật Bản.
Môi trường sống tự nhiên của chúng là rừng ôn đới, vùng đồng cỏ ôn đới, đầm nước, đầm nước ngọt, đầm nước ngọt có nước theo mùa, đất có tưới tiêu, và kênh đào và mương rãnh.